# TJ Spartak Myjava
El Spartak Myjava es un equipo de fútbol de Eslovaquia que juega en la Segunda Liga, la segunda categoría de fútbol en el país.

## Historia
Fue fundado el 8 de agosto de 1920 en la ciudad de Myjaba con el nombre Športový klub Myjava (ŠK Myjava). En la temporada 2012/13 hicieron su primera aparición en la Corgoň Liga, donde su primer partido lo jugaron ante el campeón de la temporada anterior, el MŠK Žilina el 13 de julio, el cual perdieron 1-4, y su primer anotador en la máxima categoría fue el defensa Roman Častulín.

## Rivalidades
Su mayor rival es su vecino de enfrente, el FK Senica, con quien protagonizan el llamado Derby Záhorácko-Kopaničiarske. Su primer enfrentamiento en la Superliga fue el 24 de agosto del 2012, con triunfo del Spartak 1-0, gol de su capitán Martin Černáček. Sus aficionados tienen una buena relación con los aficionados del FC Petržalka 1898.

## Palmarés
- Slovak second division: 1

2011–12

## Participación en competiciones de la UEFA
| Temporada | Torneo             | Ronda             | Club          | Casa | Visita | Global |
| --------- | ------------------ | ----------------- | ------------- | ---- | ------ | ------ |
| 2016–17   | UEFA Europa League | 1ª Clasificatoria | Admira Wacker | 2–3  | 1–1    | 3–4    |